# Janusz Kosiński

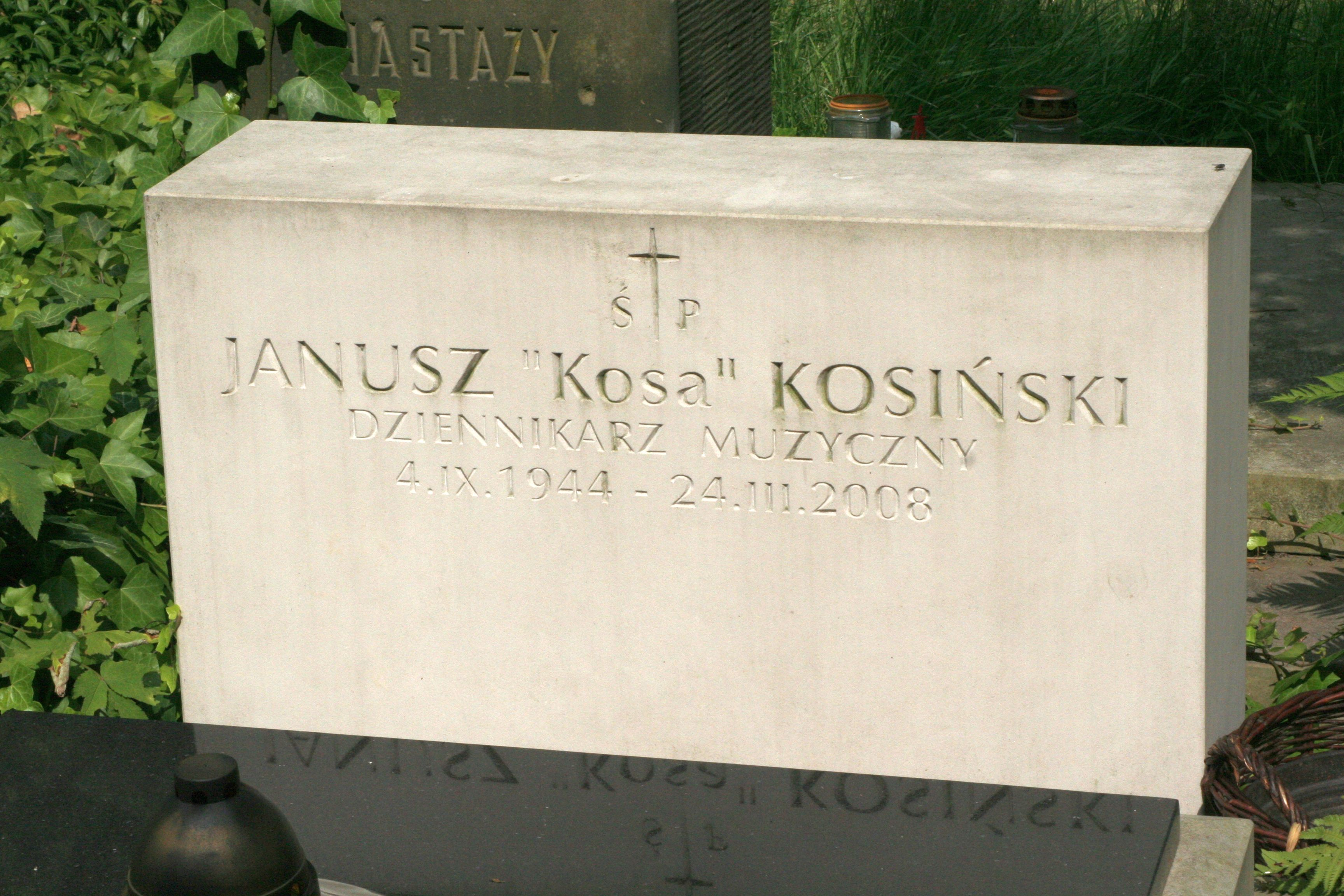
Grób Janusza Kosińskiego na warszawskim Cmentarzu ewangelicko-reformowanym

Janusz Kosiński (ur. 4 września 1944 w Przemyślu, zm. 24 marca 2008 w Warszawie) – polski dziennikarz muzyczny.

## Życiorys
Z Polskim Radiem związany od lat 60., m.in. jako współtwórca i prezenter listy przebojów Rozgłośni Harcerskiej. Od 1968 związany był z Programem III, będąc na etacie od 1970, a od 1991 współpracując.
Był autorem wielu audycji muzycznych, m.in. „Odkurzone przeboje” (1970–2008), w ostatnich latach nadawanych w środy od 2 do 4 po północy, „Akademia Muzyczna Trójki”, „W tonacji Trójki”, „Nocna Polska”, „Pół perfekcyjnej płyty”; współautorem „Listy Przebojów dla Oldboyów” oraz „Winien i ma”, za którą otrzymał Złoty Mikrofon. Członek Akademii Muzycznej Trójki.
Janusz Kosiński prowadził również audycje „Antykwariat”, „Koncert Życzeń”, „Nocna zmiana Kosy” (od maja 2007 do końca roku) oraz „AntyGaleria” (od stycznia 2008) w Antyradiu. Był także wieloletnim przewodniczącym Komisji Artystycznej wyłaniającej polskich kandydatów na Konkurs Piosenki Eurowizji.
Był również konferansjerem, w tej roli występował m.in. na festiwalu Rawa Blues.
Na początku marca 2008 doznał udaru mózgu i zmarł 24 marca nie odzyskawszy przytomności. Zadedykowana mu została wydana jeszcze tego samego roku płyta Hey Jimi – Polskie gitary grają Hendrixa.
Pochowany na cmentarzu ewangelicko-reformowanym przy ul. Żytniej 42 w Warszawie (kwatera N-1-19).